# 山地五月茶
山地五月茶（学名：Antidesma montanum），又名山地五月茶、山五月茶、南五月茶、枯里珍五月茶，同物異名五蕊五月茶、五蕊山巴豆，为大戟科五月茶属的物种，原生於亞洲東南部、新幾內亞與澳洲東北部。

## 扩展阅读
- 維基物種上的相關：山地五月茶